# Knjižnica Litija
Knjižnica Litija je osrednja splošna knjižnica s sedežem na Parmovi 9 (Litija).
Ima dislocirano enoto: Knjižnica Šmartno.